# بودينغ الساغو
بودينغ الساغو هو حلوى تُحضر من خلال دمج حبيبات الساغو مع الماء أو الحليب، مع إضافة السكر وأحيانًا نكهات إضافية. يُحضر في العديد من الثقافات بأساليب متنوعة، ويمكن إنتاجه بطرق مختلفة. تُعد منطقة جنوب شرق آسيا، خاصة إندونيسيا وماليزيا، المنتج الرئيسي للساغو.
في ماليزيا، يُعرف بطبق "ساغو غولا ملاكا" وهو أحد أنواع بودينغ الساغو، حيث يُحضر عن طريق غلي حبيبات الساغو في الماء وتقديمها مع شراب سكر النخيل (غولا ملاكا) وحليب جوز الهند.
في ميانمار، يُطلق على بودينغ الساغو اسم "ثاغو بيين"، ويُصنع من الساغو وحليب جوز الهند والحليب المكثف المحلى.
كما يُعد بودينغ الساغو من الأطعمة الشهية والشعبية في غينيا الجديدة.
في المملكة المتحدة، يُحضر "بودينغ الساغو" عن طريق غلي حبيبات الساغو مع الحليب والسكر حتى تصبح حبيبات الساغو شفافة، ثم يُكثف بالخفق مع البيض أو دقيق الذرة. يمكن أن يتراوح قوام البودينغ من السائل إلى السميك حسب نسب المكونات المستخدمة، ويشبه إلى حد كبير بودينغ التابيوكا أو بودينغ الأرز. في المملكة المتحدة، يُشار إلى "بودينغ الساغو" أحيانًا باسم "بيض الضفادع" نظرًا لاستخدام حبيبات الساغو. وبالمثل، فإن بودينغ التابيوكا يمكن أن يُسمى "بيض الضفادع" أيضًا، إلا أنه غالبًا ما يُصنع من رقائق التابيوكا في المناطق الشمالية، مما يمنحه قوامًا أدق وأكثر نعومة.

## أنظر أيضا
- أرز بالحليب
- بودينغ الموز
- بودينغ عيد الميلاد